# Леви, Мэтт
Мэтт Леви (англ. Matt Levy; род. 11 января 1987, Сидней) ― австралийский пловец-паралимпиец. Трехкратный чемпион мира. Двукратный чемпион летних Паралимпийских игр.

## Биография
Родился 11 января 1987 года в городе Сидней, Новый Южный Уэльс, Австралия.
У Леви церебральный паралич и нарушение зрения из-за того, что он родился на 15 недель раньше срока. Он учился в Соборной школе Святого Андрея в Сиднее. Леви работает в Westpac Bank, входит в совет директоров организации Ability Options в Новом Южном Уэльсе и живет в Сиднее.
Получил степень бакалавра бизнеса в Технологическом университете Суинберна в 2015 году и степень магистра делового администрирования в Университете Канберры в 2021 году. [6] В 2020 году он выпустил книгу мемуаров «Держать голову выше воды: вдохновляющее». Выводы от чемпиона".

## Спортивная карьера
Леви классифицируется как пловец S7.
На Играх в Пекине в 2008 году выиграл золотую медаль в комплексной эстафете 4 × 100 м, 34 очка. На чемпионате мира МПК по плаванию в 2010 году выиграл золотую медаль в эстафете 4 × 100 м вольным стилем, две серебряные медали в плавании брассом на 100 м и вольным стилем на 100 м, а также две бронзовые медали в дистанции 50 м баттерфляем и индивидуальном комплексном плавании на 200 м.

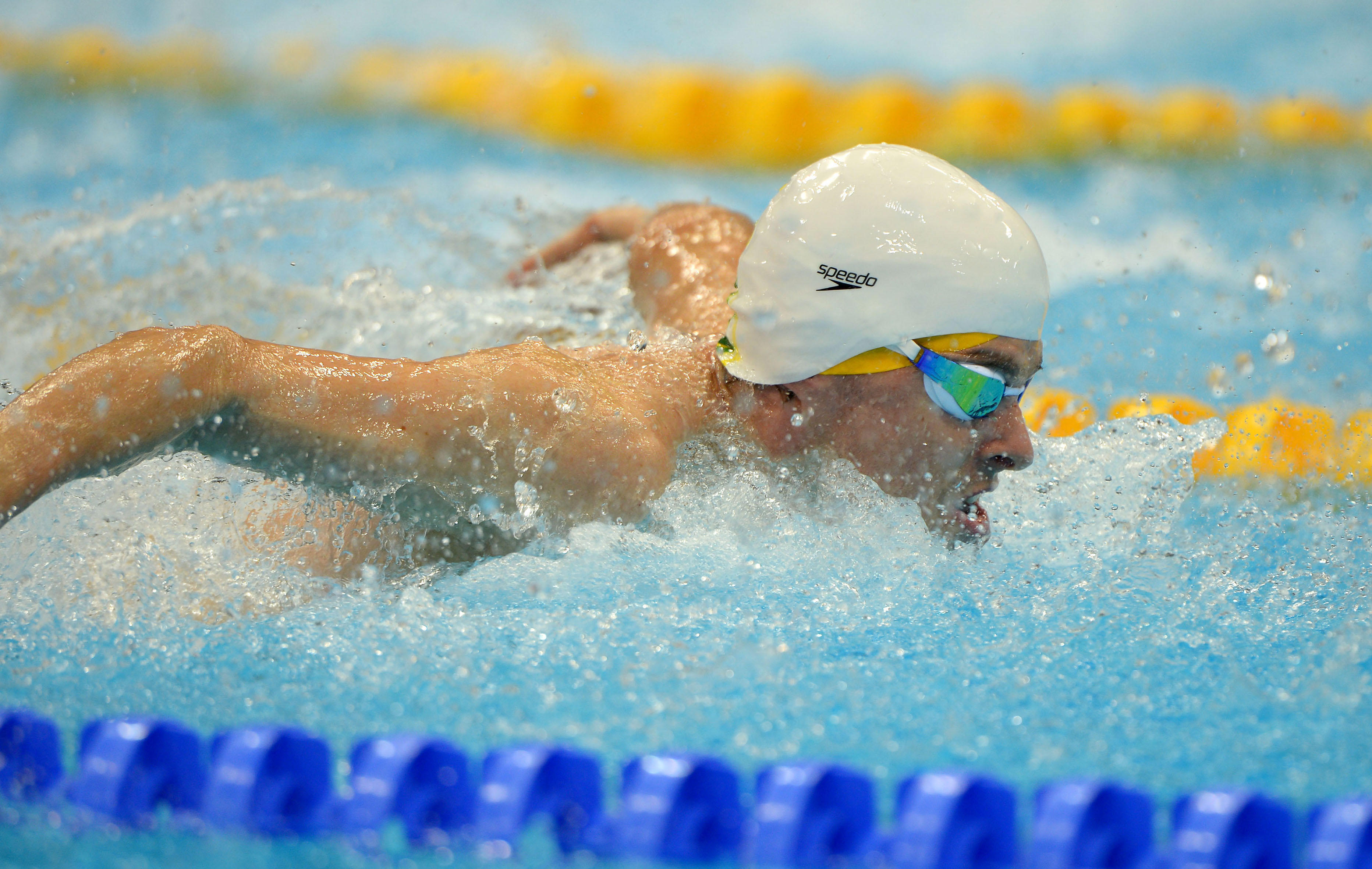
Леви на Паралимпиаде-2012 в Лондоне

На Паралимпийских играх в Лондоне в 2012 году Леви выиграл пять медалей: золотую медаль в эстафете 4 × 100 м вольным стилем, серебряную медаль в дистанции 100 м вольным стилем S7 и три бронзовые медали в индивидуальном плавании на 200 м SM7 , брассе на 100 м SB7 и 4. × 100 м комплексная эстафета. Он также участвовал в м вольным стилем S7 400 , 50 м баттерфляй S7 и 50 м вольным стилем S7 событий.
На Паралимпийских играх в Рио-де-Жанейро в 2016 году выиграл бронзовую медаль в индивидуальном комплексном соревновании на 200 м среди мужчин SM7. Он занял четвертое место в мужских дистанциях 50 м вольным стилем S7 и 100 м вольным стилем S7, пятое место в мужских 50 м баттерфляй S7, четвертое место в комплексной эстафете 4×100 м среди мужчин (34 очка) и пятое место в мужских соревнованиях по вольному стилю 4×100 м. (34 балла).
На чемпионате мира по плаванию в Лондоне в 2019 году он занял третье место в соревнованиях по плаванию среди мужчин 4×100 м вольным стилем (34 очка), занял четвертое место в комплексном плавании 4×100 м (34 балла), пятое место в индивидуальном комплексном соревновании на 200 м среди мужчин (SM7).) и 100 м вольным стилем среди мужчин (S7), шестое место в беге на 400 м вольным стилем (S7) и седьмое место в беге на 100 м брассом (SB6) (Рекорд Океании).
По состоянию на 2015 год он является стипендиатом Института спорта Нового Южного Уэльса.
На Паралимпийских играх в Токио в 2020 году он выиграл бронзовую медаль в заплыве на 100 м брассом SB6.

## Признание
Мэтт Леви был награжден медалью Ордена Австралии на праздновании Дня Австралии 2014 года «за заслуги перед спортом в качестве золотого медалиста на Паралимпийских играх 2012 года в Лондоне».
В 2015 году на церемонии вручения наград New South Wales Sport Awards он был назван спортсменом года с ограниченными возможностями. В октябре 2018 года он был назван пловцом года по паралимпийской программе Австралии по плаванию.